# Haraella retrocalla
Haraella retrocalla ist die einzige Art der Gattung Haraella innerhalb der Familie der Orchideen (Orchidaceae). Sie wird auch als Gastrochilus retrocallus (Hayata) Hayata in die Gattung Gastrochilus gestellt.

## Beschreibung

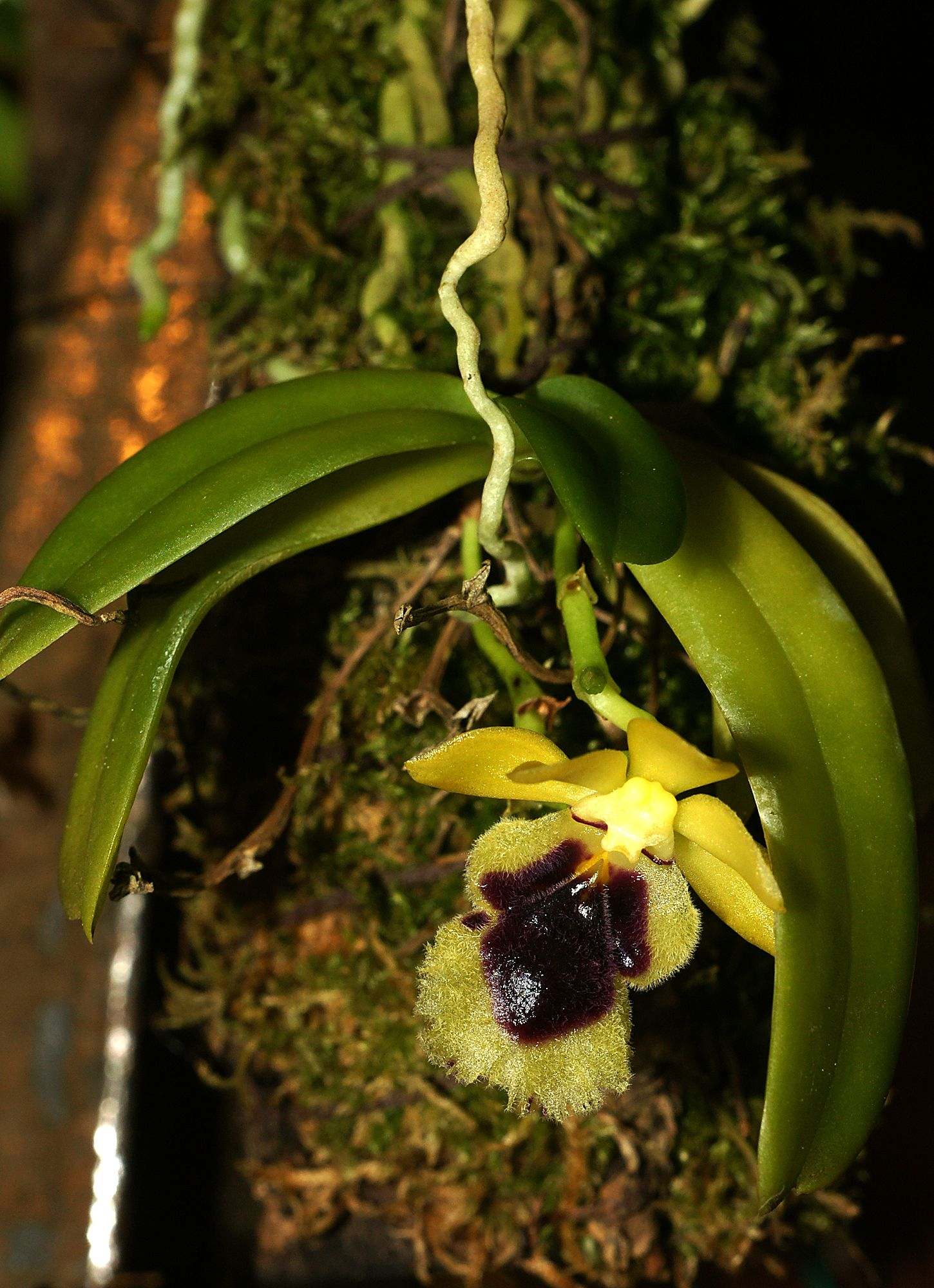
Habitus, Laubblätter und Blüte

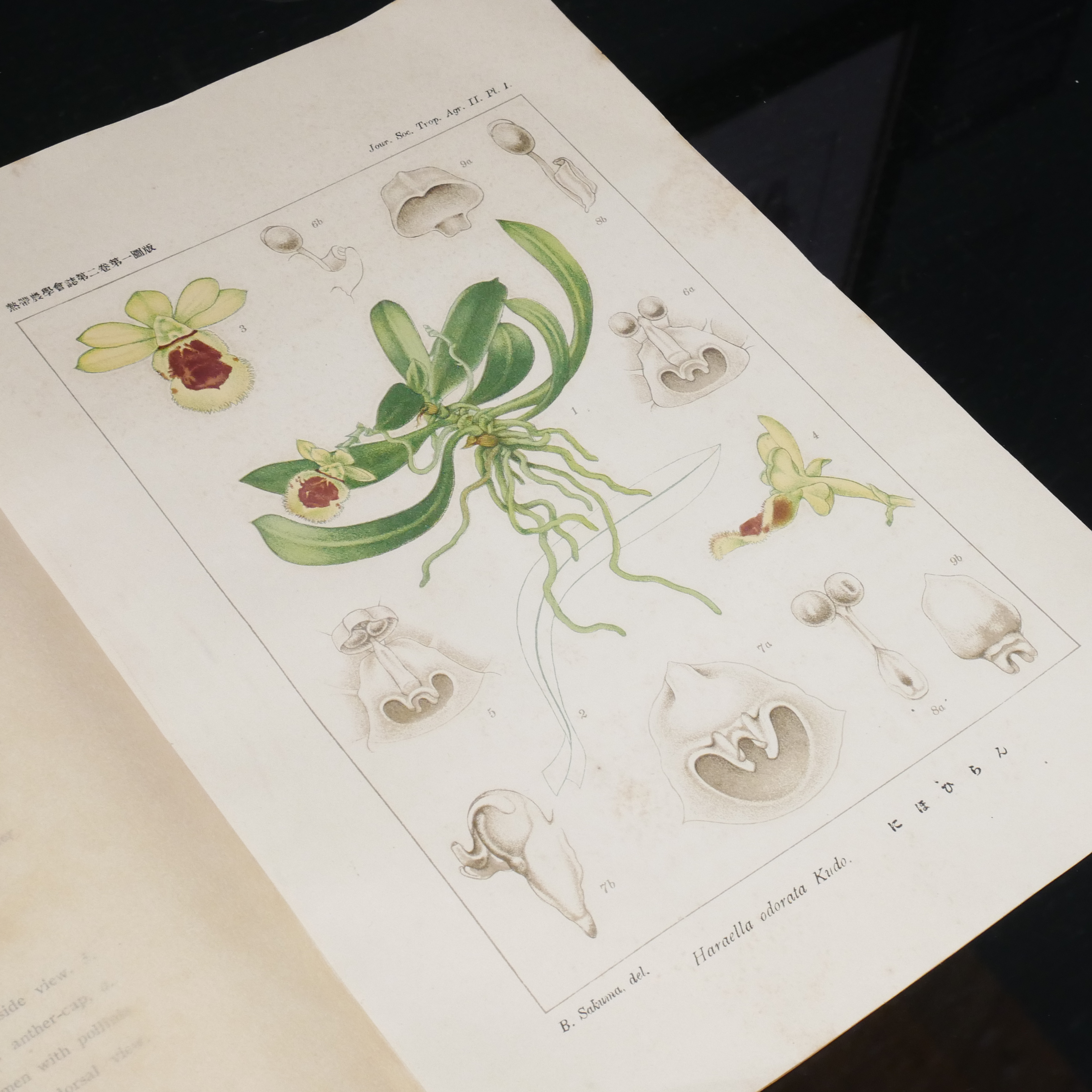
Illustration

### Vegetative Merkmale
Haraella retrocalla wächst epiphytisch. Sie ist eine relativ kleine, ausdauernde krautige Pflanze. An der kurzen monopodiale Sprossachse befinden sich mehrere sichelförmige Laubblätter.

### Generative Merkmale
Die Blütezeit erstreckt sich von Juli bis November, wobei die Hauptblütezeit jedoch in den Herbstmonaten liegt. Der Blütenstand entspringt seitlich aus der Sprossachse und enthält einige wenige Blüten.
Der schwache Blütenduft erinnert an Zitrone. Die zwittrige Blüte ist zygomorph und dreizählig. Die große Lippe besitzt einen charakteristischen, samtartigen roten Fleck in ihrer Mitte.

## Vorkommen
Gastrochilus retrocallus (Hayata) Hayata kommt in Taiwan und auf der Nansei-Insel Iriomote vor. Gastrochilus retrocallus (Hayata) Hayata wächst in Laubwäldern Taiwans in Höhenlagen von 500 bis 1500 Metern.

## Systematik
Die Erstbeschreibung erfolgte 1914 als Saccolabium retrocallum durch Bunzō Hayata in Icones plantarum formosanarum nec non et contributiones ad floram formosanam. Volume 4, Seite 92, Figur 47. Der Name Haraella retrocalla (Hayata) Kudô wurde 1930 durch Yushun Kudô in Journal of the Society of Tropical Agriculture, Volume 2, Seite 27 veröffentlicht.
Der Gattungsname Haraella ehrt den japanischen Botaniker und Pflanzensammler Yosh(e) Hara.
Der Name Gastrochilus retrocallus (Hayata) Hayata wurde 1917 durch Bunzô Hayata in Icones plantarum formosanarum nec non et contributiones ad floram formosanam. 6 (Suppl.), Seite 79 veröffentlicht.

## Intergenerische Hybriden
Folgende intergenerische Hybriden mit Haraella werden bei der Royal Horticultural Society gelistet.
- ×Haraenopsis (Phalaenopsis × Haraella)